# Muzlov
Muzlov (německy Musslau) je zaniklá vesnice německých kolonistů patřící kdysi ke svitavskému (hřebečskému) jazykovému ostrovu. Ležela západně od Moravské Dlouhé na moravské straně historické česko-moravské zemské hranice. Dosud existující katastrální území Muzlov (od r. 1949 částečně zasahující i do Čech) o rozloze 294,4 hektarů je nyní součástí města Březová nad Svitavou. Ze vsi, v níž bývala i škola, stojí dnes jen jediný dům a ve středu zbytky kaple.

## Historie
Vesnice Muzlov a sousední Moravská Dlouhá tvořily samostatnou obec Muzlov. V roce 1921 žilo ve 46 domech 290 obyvatel. 27. října 1930 byl Muzlov postižen přírodní katastrofou: vichřicí, sněhovou vánicí a prudkým deštěm. Rozvodněná řeka Svitava strhla splav ve vsi, zaplavila silnici z České Dlouhé do Březové nad Svitavou a dále zaplavila sklepy a místnosti některých domů. Vichřice způsobila rozsáhlé polomy v okolních lesích. Na podzim roku 1930 byla dokončena stavba silnice z Muzlova do Hradce nad Svitavou, jež byla zprovozněna na jaře 1931. Po nuceném vysídlení původních německých obyvatel byla vesnice Muzlov vyprázdněna a po roce 1948 zbořena. Důvodem bylo rozšíření ochranného pásma Brněnského vodovodu. K 17. prosinci 1950 byla obec Muzlov výnosem okresního národního výboru ve Svitavách z 8. února 1950 sloučena se sousední obcí Českou Dlouhou v jednu obec pod názvem Dlouhá. Od roku 1960 byla tato nová obec součástí Březové nad Svitavou, s níž poté v letech 1976–1990 náležela k Brněnci .

## Památky

### Kaple Svatého Františka Xaverského

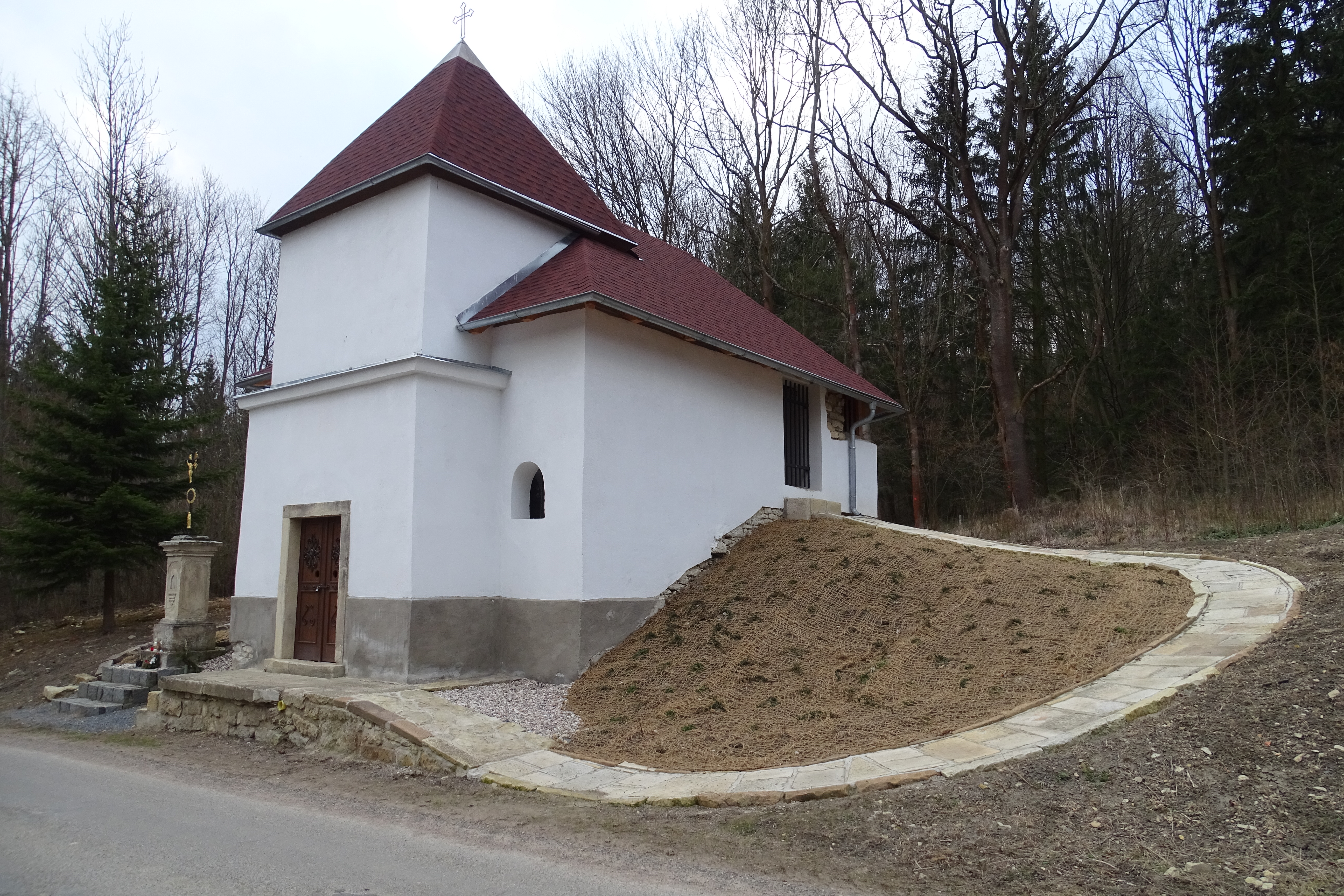
Nově opravená kaple Svatého Františka Xaverovského v Muzlově

Pozůstatky pozdně gotické kaple z období před rokem 1860. Věž je zasvěcená Svatému Františku Xaverskému, později okolo roku 1860 k ní byla přistavěna kaple. Z interiéru kaple se zachoval pouze zvon, posvěcený v období II. svět. války a sochy Panny Marie Lurdské a Svatého Josefa. Sochy jsou dnes uloženy v Březové nad Svitavou a zvon je na farnosti ve Svitavách. Stavba je dnes jedním z mála viditelných důkazů existence obce. Ze stavby v současnosti zbyly pouze obvodové zdi při silnici vpravo ve směru na Hradec nad Svitavou na zalesněném návrší. Dnes jsou pozůstatky kaple zarostlé náletovými dřevinami. Žáci místní základní školy v Březové nad Svitavou v současné době pomáhají s obnovou tohoto místa.

### 1. březovský vodovod
V katastru zaniklé vsi se nachází kulturní památka 1. březovský vodovod. Vzhledem k blízkosti geologické hranice české křídy v této oblasti a možnosti jímání pitné vody pro město Brno, byl již na začátku 20. století vytvořen a zrealizován projekt vodovodu. Dnes je v oblasti několik pramenišť, vyhloubených v okolních svazích, sloužící k jímání vody pro Brno.